# Elsa Triolet
Elsa Triolet (registrada al nacer como Elza Yúrievna Kagán, en ruso: Эльза Юрьевна Каган; Moscú, 12 de septiembre de 1896-Saint-Arnoult-en-Yvelines, 16 de junio de 1970) fue una escritora francesa de origen ruso.

## Biografía
Elsa Kagán nace en el seno de una acomodada familia burguesa de origen judío. Sus padres, originarios de Letonia, formaron una familia cosmopolita en la que los viajes por los lugares de moda de toda Europa fueron habituales en la infancia de las dos jóvenes hermanas. El padre era abogado y la madre virtuosa pianista. La muerte del padre, cuando Elsa solo contaba quince años, obligó a la familia a reducir notablemente su tren de vida.  Amiga desde la infancia del lingüista Roman Jakobson, aprende el francés a muy temprana edad y establece una relación en 1913 con el poeta futurista Vladímir Mayakovski, que pasará a ser luego compañero de su hermana mayor, Lilia Brik. Elsa es la destinataria de las cartas que figuran en el libro  Zoo o cartas de no amor de Víktor Shklovski que sintió por ella un amor no correspondido.
En 1918 deja Rusia y en 1919, se casa en París con un militar francés, André Triolet. El año siguiente pasa una temporada en Tahití, viaje que servirá de inspiración para su primera novela. Abandona a su marido en 1921 y va a vivir a Londres y Berlín. Escribió cuatro novelas en ruso, En Tahití (1925), Fresa silvestre (1926), Camuflaje (1928) y Collares. (Se citan estos títulos en español, aunque sólo el segundo haya sido traducido a nuestro idioma).
Establecida en Montparnasse en 1924, se relaciona con escritores surrealistas y con otros artistas como Fernand Léger y Marcel Duchamp.
Conocerá a Louis Aragon en 1928 en París, en el café "La Coupole", al que acudían numerosos artistas, y pasa a ser su musa. En los años 30, elabora collares para la Alta Costura y escribe reportajes para periódicos rusos; también se dedicará a traducir a los grandes novelistas rusos al francés. En 1938 empieza a escribir su primera novela en francés, Buenas noches, Teresa.
Se casa con Aragon el 28 de febrero de 1939. Junto a él, entra en la Resistencia Francesa, en la zona Sur (especialmente en la zona de Lyon y Drôme) y colabora en la elaboración y difusión de los periódicos La Drôme en armes y Les Etoiles. Sigue escribiendo: la novela El caballo blanco y unos relatos que aparecen publicados en la editorial Éditions de Minuit, reunidas bajo el título El primer enganche cuesta doscientos francos (frase que anunciaba el desembarco en Provenza). Estos relatos ganan en 1945 el premio Goncourt correspondiente a 1944.
Asiste en 1946 al Proceso de Núremberg sobre el que escribirá un reportaje en Les Lettres françaises.
Como miembro del comité dirigente del CNE (Comité Nacional de Escritores), se compromete en la promoción de la lectura y en la venta de libros en los años 50. La época de la guerra le inspira la novela El Inspector de las ruinas, y la amenaza atómica, en la época de la Guerra Fría, El caballo pelirrojo. Viaja con frecuencia a los países del bloque socialista junto a Aragon, pero a pesar de ser consciente del antisemitismo que experimentan entre otros su hermana y de los crímenes que se cometen en la Unión Soviética (el marido de Lili Brik, el general Vitaly Primakov, es ejecutado), no efectúa ningún tipo de declaración pública sobre esos acontecimientos. Sólo criticará el estalinismo en 1957 en El Monumento. Ese mismo año dimite del comité dirigente del CNE y luego escribirá las tres novelas del ciclo La Edad de Nylon. Intervino de modo activo en 1963 para conseguir que se tradujera y apareciera en Francia el relato de Aleksandr Solzhenitsyn Un día en la vida de Iván Denísovich. El modo en que se falsificó la biografía de Mayakovski en la Unión Soviética fue una de las razones que la impulsó a escribir las novelas El Gran Jamás (1965) y Vean y escuchen (1968).
Tras publicar La puesta en palabras (1969) y El ruiseñor calla al alba (1970), Elsa Triolet muere de una dolencia cardíaca el 16 de junio de 1970 en la propiedad que tenía junto a Louis Aragon, el Moulin de Villeneuve. Está enterrada en el parque de seis hectáreas que rodea ese viejo molino junto a Aragon. Sobre sus tumbas se puede leer esta frase de Elsa Triolet:
"Cuando uno al lado del otro, por fin seamos yacentes, la alianza de nuestros libros nos reunirá para lo mejor y para lo peor en ese futuro que era nuestro sueño y nuestra mayor preocupación, a ti y a mí."

## Obras
(salvo indicación contraria, las obras se escribieron en francés)
- 1925 - En Tahití, en ruso
- 1926 - Fresa silvestre, en ruso
- 1928 - Camuflaje, en ruso
- 1933 - Collares, en ruso, en la revista Krásnaya nov («Красная новь»), N.º 2
- 1938 - Buenas noches, Teresa
- 1942 - Mil lamentos
- 1943 - El caballo blanco
- 1944 - ¿Quién es ese extranjero que no es de aquí? o el mito de la Baronesa Melania
- 1945 - El primer enganche cuesta doscientos francos Premio Goncourt en 1944
- 1946 - Nadie me quiere
- 1947 - Los fantasmas armados
- 1948 - El Inspector de las ruinas
- 1953 - El caballo pelirrojo o las intenciones humanas
- 1954 - La historia de Antón Chéjov
- 1956 - La cita de los extranjeros
- 1957 - El monumento
- 1959 - Rosas a crédito
- 1960 - Luna-Park
- 1961 - Los trapicheos
- 1962 - El alma
- 1965 - El Gran jamás
- 1968 - Vean y escuchen
- 1969 - La puesta en palabras
- 1970 - El ruiseñor calla al alba